# Араи, Тидзуру
Тидзуру Араи (яп. 新井 千鶴 ; род. 1 ноября 1993, Сайтама) — японская дзюдоистка, чемпионка мира 2017 года и 2018 года в весовой категории до 70 кг. Чемпионка Олимпийских игр 2020 в Токио . Призёр чемпионата Азии 2017 года.

## Биография
После победы на Чемпионат Азии до 20 лет в 2012 году, она завоевала серебряную медаль на мире среди юниоров в Любляне в 2013 году.
В том же году она выиграла два подиума на крупных турнирах: второе место в Московском Большом Шлеме, и победа в Большом Шлеме в Токио. 
В следующем сезоне, 2014 года, она заняла второе место на международных турнирах, на Гран-при Дюссельдорфе и в Тюменском Большом Шлеме. Она выиграла серебряную медаль Азиатских игр, а также выиграла в составе Японии командный турнир.
В апреле 2016 года она проиграла Харуке Тахимото на чемпионате Японии, которая и выиграла свой отбор на Олимпийские игры в Рио-де-Жанейро, где стала олимпийским чемпионом. 
В начале 2017 года она выиграла Большой шлем в Париже. Победила на Гран-при Дюссельдорфа. Она выигрывает в апреле чемпионат Японии. На чемпионате мира в Будапеште она побеждает всех своих соперниц и становится чемпионом мира. Также являясь частью команды Японии, выигрывает смешанные командные соревнования.
На чемпионате мира 2018 года в Баку, в финале в весовой категории до 70 кг, одержала победу во всех своих поединках и завоевала золотую медаль чемпионата. Кроме того, в смешанных командных соревнованиях в составе команды Японии, завоевала также золотую медаль.